# Gran Premio motociclistico di Jugoslavia 1969
Il Gran Premio motociclistico di Jugoslavia fu l'ultimo appuntamento del motomondiale 1969.
Si svolse il 14 settembre 1969 presso il Circuito di Abbazia. Corsero tutte le categorie, meno i sidecar. Parteciparono 183 piloti da 17 paesi, e le gare furono seguite da 40.000 spettatori.
Ancora assente Giacomo Agostini, impegnato quello stesso giorno in una gara non iridata sul circuito britannico di Cadwell Park, le gare di 350 e 500 furono appannaggio, come già al Nazioni, dei piloti privati e delle Case minori: nella mezzo litro la vittoria fu del britannico Godfrey Nash, che portò al successo per l'ultima volta la Norton Manx monocilindrica. L'inglese approfittò della grave caduta di Gilberto Milani (la quale segnò la fine della carriera del centauro milanese) e del ritiro di Silvano Bertarelli. In 350 Silvio Grassetti portò alla vittoria la Jawa quattro cilindri due tempi, davanti a Milani e al compagno di Marca František Šťastný.
La gara della 250 fu decisiva per l'assegnazione del titolo di Campione del Mondo: caduto e ritiratosi Santiago Herrero, la lotta si restrinse tra Kel Carruthers e Kent Andersson, e a spuntarla fu l'australiano della Benelli, vincitore davanti a Gilberto Parlotti con l'altra quadricilindrica pesarese e ad Andersson. Quella di Carruthers fu l'ultima vittoria di una 250 a 4 tempi.
In 125 Dieter Braun interruppe la striscia di sette vittorie consecutive di Dave Simmonds. Anche la gara della 50, come quella della quarto di litro, assegnò il titolo della categoria: a fregiarsi dell'iride fu Ángel Nieto, grazie al secondo posto dietro all'olandese Paul Lodewijkx e ai ritiri di Barry Smith e Aalt Toersen.

## Classe 500
Al via si schierarono 23 piloti e solo 11 vennero classificati al termine della gara.

### Arrivati al traguardo
| Pos. | Pilota              | Moto              | Tempo        | Punti |
| ---- | ------------------- | ----------------- | ------------ | ----- |
| 1    | Godfrey Nash        | Norton            | 1h 21' 29" 0 | 15    |
| 2    | Franco Trabalzini   | Paton             | +1' 21" 0    | 12    |
| 3    | Steve Ellis         | LinTo             | +1 giro      | 10    |
| 4    | Lewis Young         | Matchless         | +1 giro      | 8     |
| 5    | Keith Turner        | LinTo             | +1 giro      | 6     |
| 6    | Pentti Lehtelä      | Matchless         | +1 giro      | 5     |
| 7    | Paul Eickelberg     | Norton            | +2 giri      | 4     |
| 8    | Emanuele Maugliani  | Norton            | +3 giri      | 3     |
| 9    | Ross Hannan         | Norton            | +3 giri      | 2     |
| 10   | Maurice Hawthorne   | Metisse-Aermacchi | +7 giri      | 1     |
| 11   | Heinrich Rosenbusch | LinTo             |              |       |

## Classe 350

### Arrivati al traguardo
| Pos | Pilota              | Moto              | Tempo        | Punti |
| --- | ------------------- | ----------------- | ------------ | ----- |
| 1   | Silvio Grassetti    | Jawa              | 1h 06' 07" 0 | 15    |
| 2   | Gilberto Milani     | Aermacchi         | +1' 28" 2    | 12    |
| 3   | František Šťastný   | Jawa              | +1' 48" 0    | 10    |
| 4   | Bohumil Staša       | ČZ                | +2' 13" 9    | 8     |
| 5   | Lewis Young         | Aermacchi         | +1 giro      | 6     |
| 6   | Adolf Ohligschläger | Yamaha            | +1 giro      | 5     |
| 7   | Brian Smith         | Aermacchi         | +1 giro      | 4     |
| 8   | Maurice Hawthorne   | Metisse-Aermacchi | +1 giro      | 3     |
| 9   | János Drapál        | Aermacchi         | +1 giro      | 2     |
| 10  | Hannu Kuparinen     | Yamaha            | +2 giri      | 1     |

## Classe 250
Al via si schierarono 31 piloti e solo 21 vennero classificati al termine della gara.

### Arrivati al traguardo
| Pos | Pilota            | Moto            | Tempo     | Punti |
| --- | ----------------- | --------------- | --------- | ----- |
| 1   | Kel Carruthers    | Benelli         | 57' 46" 5 | 15    |
| 2   | Gilberto Parlotti | Benelli         | +0" 4     | 12    |
| 3   | Kent Andersson    | Yamaha          | +6" 5     | 10    |
| 4   | Börje Jansson     | Kawasaki-Yamaha | +1' 53" 8 | 8     |
| 5   | Silvio Grassetti  | Yamaha          | +2' 13" 4 | 6     |
| 6   | Günter Bartusch   | MZ              | +1 giro   | 5     |
| 7   | Walter Villa      | Villa           | +1 giro   | 4     |
| 8   | Heinz Kriwanek    | Suzuki          | +1 giro   | 3     |
| 9   | László Szabó      | MZ              | +1 giro   | 2     |
| 10  | Gyula Marsovszky  | Yamaha          | +1 giro   | 1     |

## Classe 125
Al via si schierarono 30 piloti e solo 21 vennero classificati al termine della gara.

### Arrivati al traguardo
| Pos | Pilota             | Moto      | Tempo     | Punti |
| --- | ------------------ | --------- | --------- | ----- |
| 1   | Dieter Braun       | Suzuki    | 49' 40" 6 | 15    |
| 2   | Dave Simmonds      | Kawasaki  | +9" 6     | 12    |
| 3   | Ryszard Mankiewicz | MZ        | +30" 7    | 10    |
| 4   | László Szabó       | MZ        | +48" 3    | 8     |
| 5   | Heinz Kriwanek     | Rotax     | +1' 03" 8 | 6     |
| 6   | Friedhelm Kohlar   | MZ        | +1' 56" 0 | 5     |
| 7   | Giuseppe Mandolini | Villa     | +2' 16" 3 | 4     |
| 8   | Herbert Denzler    | Honda     | +2' 35" 0 | 3     |
| 9   | Silvano Bertarelli | Aermacchi | +2' 50" 9 | 2     |
| 10  | János Reisz        | MZ        | +1 giro   | 1     |

## Classe 50

### Arrivati al traguardo
| Pos | Pilota               | Moto     | Tempo     | Punti |
| --- | -------------------- | -------- | --------- | ----- |
| 1   | Paul Lodewijkx       | Jamathi  | 36' 11" 2 | 15    |
| 2   | Ángel Nieto          | Derbi    | +0" 4     | 12    |
| 3   | Jan de Vries         | Kreidler | +18" 6    | 10    |
| 4   | Martin Mijwaart      | Jamathi  | +40" 9    | 8     |
| 5   | Rudolf Kunz          | Kreidler | +53" 5    | 6     |
| 6   | Jan Huberts          | Kreidler | +2' 26" 7 | 5     |
| 7   | Adrijan Bernetič     | Tomos    |           | 4     |
| 8   | Janko-Florijan Štefe | Tomos    |           | 3     |
| 9   | Anton Kralj          | Tomos    |           | 2     |
| 10  | Luigi Rinaudo        | Tomos    |           | 1     |